# Terra Nova nationalpark
Terra Nova nationalpark är en nationalpark i Kanada, belägen på ön Newfoundlands östkust. Parken inrättades 1957 och det skyddade området omfattar cirka 400 kvadratkilometer. Det var den första nationalparken att inrättas på Newfoundland. 
Parkens namn kommer av den latinska benämning för Newfoundland, Terra Nova, som betyder nytt land.

## Geografi
Terra Nova nationalpark ligger vid havsviken Bonavista Bay som vetter mot Atlanten. Kusten är klippig med många mindre vikar. Parkens inre delar består huvudsakligen av kuperade skogsmarker och våtmarker. 
Av de trädarter som förekommer i parkens skogar är svartgran det mest karaktäristiska, men skogen har även inslag av exempelvis balsamgran och lövfällande träd ur rönnsläktet och lönnsläktet.